# Stolmen
Stolmen est une île norvégienne du comté de Hordaland appartenant administrativement à Austevoll.

## Description
Rocheuse et couverte d'une légère végétation, elle s'étend sur environ 5,4 km de longueur pour une largeur approximative de 3,6 km. 
Son village principal est Årland.